# 윤흥인
윤흥인(尹興仁, 1516년 ~ 1545년 9월)은 조선 중기의 무신, 외척이다. 자(字)는 영중(榮仲), 본관은 파평이다.
1543년 좌랑으로 재직 중 무과에 급제하여, 1545년 내승, 공조좌랑, 형조정랑, 첨정 등을 역임했다. 1545년 대윤과 소윤의 싸움에서 아버지 윤임이 패하면서 을사사화 때 연좌되어 유배되었다가, 중도에 충청도 여산에서 교형당했다. 이때 그의 두 친동생도 함께 사형되었고, 어린 이복 동생들과 서출 이복 동생들은 노비가 되었다. 그의 아들 중 한명인 윤호는 중종의 서녀 혜정옹주의 딸 홍옥환과 결혼하여 화를 면하였다. 중종과 인종, 월산대군 가문의 외척이었고, 어머니 여주이씨를 통해 효령대군의 딸 재령옹주의 5대 외손이 된다. 중종의 서녀 혜정옹주와도 사돈이 된다.

## 생애
어머니 여주이씨가 일찍 죽어 아버지 윤임은 다시 병마절도사 곽한(郭翰)의 딸 현풍곽씨와 재혼하였다. 이복 동생 윤흥신은 임진왜란 때 전사하였다. 그밖에 서모들 중 한 명에게서 이복 동생 윤흥효, 윤흥제가 태어났다. 윤흥제는 이복 형인 윤흥신과 함께 임진왜란 초기에 전사한다. 부인은 순흥안씨로 안경공(安景恭)의 6대손 판관 안세형(安世亨)의 딸이다.
1542년(중종 37년) 무과에 응시했으나 2번째 시험소에서 응시하던 중 사헌부에 의해 문제가 제기되었다. 무과 이소(武科二所)의 거자(擧子) 윤흥인(尹興仁)이 기사(騎射)할 때 표적을 맞히지 못한 것은 징을 쳤는데 감적관(監的官)이 도리어 징을 가진 사람을 탓하고 위협하여 북을 치게 하니, 시관은 일부러 모른 체하고 맞힌 것으로 처리하였다 하여 시험의 공정성에 이의가 제기되었다.
이듬해인 1543년(중종 38년) 좌랑(佐郞)으로 재직 중 다시 무과에 응시, 그 해의 식년무과(式年武科)에 갑과(甲科) 2등 아원(亞元)으로 급제하였다.
1545년(인종 1) 내승(內乘)을 거쳐 그해 2월 공조 좌랑을 거쳐 형조정랑(刑曹正郞)을 역임하였다. 그해 6월 인종이 위급하자 입직을 섰고, 인종의 상태를 보고하였다. 병세가 악화되자 그해 7월 1일 인종은 유언을 하며 '윤흥인(尹興仁)·윤흥의(尹興義) 형제로 하여금 내 상사를 감호(監護)하게 하라고 대신에게 말하라' 하였다. 1545년 대윤과 소윤의 갈등에서 아버지 윤임이 패하자 을사사화가 발생, 그 역시 연좌되어 전라도 낙안(樂安)으로 유배되었다. 이때 그의 아버지 윤임은 다른 외조카인 계림군을 왕으로 추대하려 했다는 혐의를 받았다.
낙안(樂安)으로 내려가던 길목인 여산(礪山)에 머물렀는데, 그는 홍언필 등에 의해 계림군과 왕래하였다고 지목되어 추국받았다. 1545년(명종 즉위) 9월 11일 여산에서 교형을 선고받고, 얼마 뒤 교형으로 죽었다. 그의 가족들도 연좌되었고, 가산 또한 몰수되었다. 이때 아버지 윤임과 윤임의 다른 두 아들, 그의 동생인 흥의(興義), 흥례(興禮) 등도 연좌되어 사형당했다. 그의 아들 윤호는 혜정옹주의 딸과 혼인하였으므로 목숨을 구할 수 있었다. 그밖에 그의 이복 동생들과 서출 이복 동생들은 나이가 어리다 하여 특별히 죽음을 모면하고 노비가 되었다.
1545년 11월 26일 명종이 영중추부사 홍언필(洪彦弼), 영의정 윤인경(尹仁鏡), 우찬성 임백령(林百齡), 우참찬 신광한(申光漢) 등을 불러 윤임(尹任)의 손자이므로 폐하여 서인을 만들어야 한데, 율문은 그러하나 다만 선왕의 자손을 속천(屬賤)하는 것은 부당하다며 논의하게 했다. 아들 윤호는 중종의 외손녀사위라 하여 사형을 면하게 되었다.

## 가족 관계
- 조부 : 윤여필(尹汝弼 파원부원군 영돈녕부사)([8]尹汝弼, 1466년 ~ 1555년)
- 조모 : 순천부부인 박씨 (부 평양군 박중선-할머니:심온의 딸)
  - 고모 : 장경왕후, 조선 11대 국왕 중종의 제1계비
  - 고모 : 파평현부인 윤씨, 덕풍군 이이(성종의 형 월산대군의 서자)의 처
- 아버지 : 윤임(尹任, 1487년 ~ 1545년 8월 30일)
- 어머니 : 정부인 증 정경부인 여흥 이씨(? - 1528년), 첨추 이보(李俌)의 딸
  - 동생 : 윤흥의(尹興義)
  - 동생 : 윤흥례(尹興禮)
  - 누이 : 윤씨, 사위 : 이덕응
  - 누이: 윤씨, 사위 : 이홍윤
- 계모 : 정부인 증 정경부인 현풍 곽씨(1517년 - 1589년, 병마절도사 곽한(郭翰)의 딸)
  - 이복 동생 : 윤흥지(尹興智)
  - 이복 동생 : 윤흥신(尹興信)
  - 이복 동생 : 윤흥충(尹興忠)
  - 제수 : 이씨, 영원감 이의수의 딸. 후사 없음
- 서모 : 이름 미상, 양민 첩이었다.
  - 서제 : 윤흥효尹興孝, 손자 윤종
  - 서제 : 윤흥제尹興悌, 손자 윤상
- 서모 : 매향, 기생 출신
- 서모 : 종이(終伊), 그의 고모가 시집갈 때 데려간 노비 출신
- 부인 : 순흥 안씨(판관 안세형의 딸)
  - 아들 : 윤경
  - 아들 : 윤호
  - 아들 : 윤발(尹 玉+發)(윤흥례에게 출계)
  - 딸 : 윤씨, 사위 심광보
  - 딸 : 윤씨, 사위 임응우
- 외조부 : 이보(李俌, 본관은 여주), 양녕대군의 딸 재령군주의 증손자
- 외조모 : 광주 이씨, 승지 이세광(李世匡)의 딸

## 참고 문헌
- 중종실록
- 인종실록
- 명종실록
- 선조실록
- 연려실기술
- 대동야승
- 국조보감
- 파평윤씨 대동보